# تالماگ (پنسیلوانیا)
تالماگ (به انگلیسی: Talmage) یک منطقهٔ مسکونی در ایالات متحده آمریکا است که در شهرستان لنکستر، پنسیلوانیا واقع شده‌است.